# Rocca d’Arazzo
Rocca d’Arazzo ist eine Gemeinde in der italienischen Provinz Asti (AT), Region Piemont.

## Lage und Einwohner
Rocca d'Arazzo liegt 11 km östlich von der Provinzhauptstadt Asti entfernt am Tanaro. Das Gemeindegebiet umfasst eine Fläche von zwölf km² und hat 923 Einwohner (Stand 31. Dezember 2023). Zu den Ortsteilen (frazioni) gehören San Carlo, Santa Caterina, Sant’Anna.
Die Nachbargemeinden sind Asti, Azzano d’Asti, Castello di Annone, Mombercelli, Montaldo Scarampi, Montegrosso d’Asti, Rocchetta Tanaro und Vigliano d’Asti.

## Geschichte
In der Antike Rupes genannt, dann Rocca San Genesio und Rocca Ayraci, immer ein Lehen des Bischofs von Asti. Im Jahr 1198 gab Bischof Bonifatius I. dem anhaltenden Druck der Gemeinde Asti nach, das Lehen ihnen zu überlassen Gerichtsbarkeit und vertrat die These, dass der Bischof nicht über ausreichende Mittel verfügte, um eine so wichtige Bastion auf dem Weg zur Hauptstadt zu verteidigen und aufrechtzuerhalten.
Am 27. Mai 1198 nahm der Podestà von Asti das Lehen von Rocca in Besitz, das von diesem Moment an Rocca d'Astisio hieß.

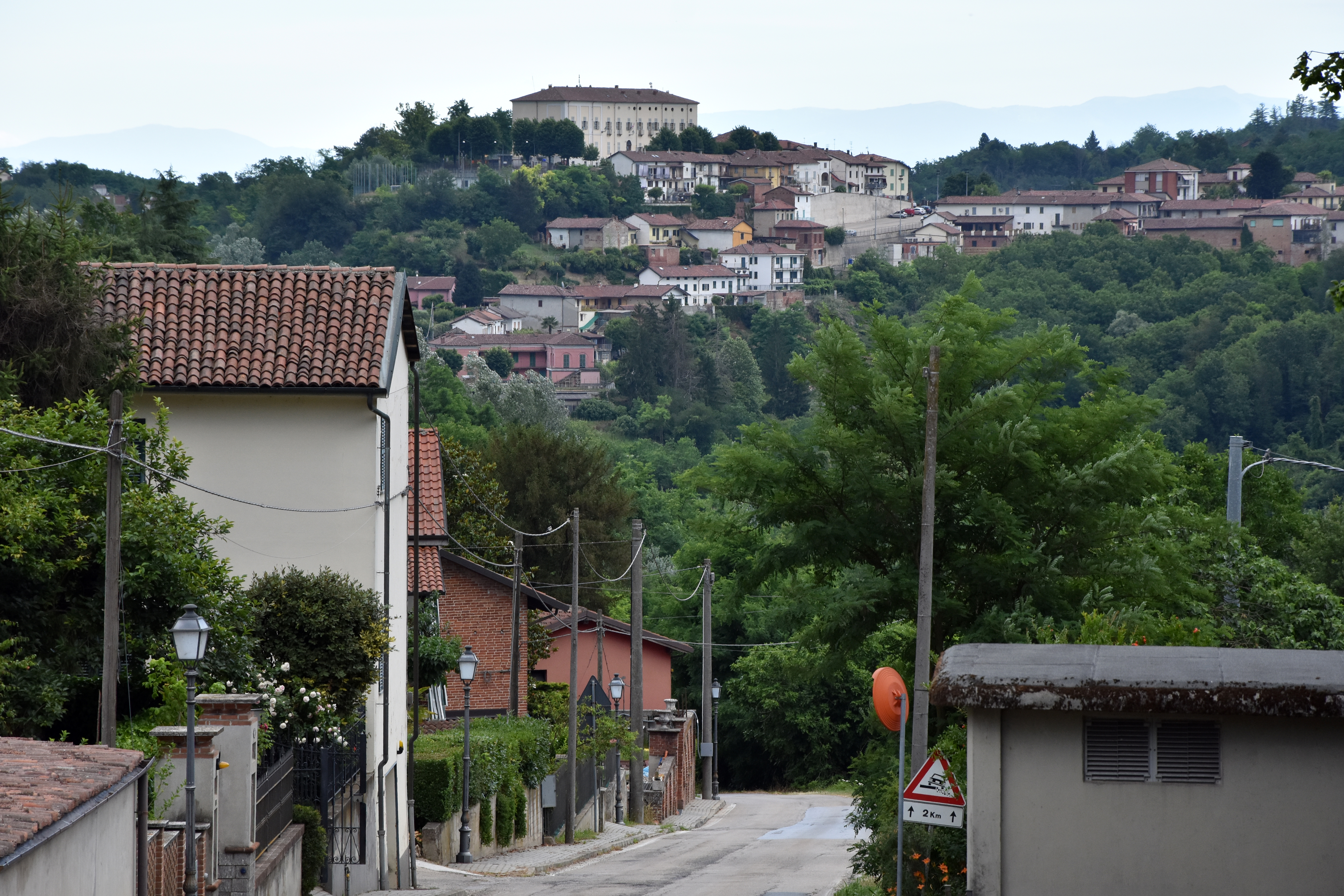
Ansicht von der Gemeinde Rocca d’Arazzo

Die Übertragung wurde jedoch weder vom Erzbischof von Mailand, noch vom Papst genehmigt, der die Handlung des Bischofs als übermäßig willkürlich ansah, ihn aus dem Amt enthob und die Vereinbarung mit denen, die sich der Stimme enthielten, ungültig machte. Selbst die Einwohner von Rocco waren mit ihrem Übergang unter die Schirmherrschaft der Gemeinde Asti nicht einverstanden, da diese die Stadt in eine militärische Hochburg umwandeln wollte.
Drei Jahre lang kam es zu Feindseligkeiten und Zusammenstößen zwischen den beiden Fraktionen, und erst am 29. April 1202 wurde ein Waffenstillstand unterzeichnet, der die Bürger von Rocca dazu zwang, sich der Regierung von Asti zu unterwerfen.
Da die Bevölkerung von Rocche die Vereinbarung schlecht akzeptierte, wandte sie sich mehr als einmal an den Bischof von Asti Guidetto, der die Angelegenheit schließlich 1217 an den Gerichtshof von Rom verwies.
Papst Innozenz III. beauftragte den Propst von Turin Ottone, die Angelegenheit zu regeln, was jedoch von der Bevölkerung von Asti nicht akzeptiert wurde. Dann wurden zwei weise Männer ernannt, die einen aus der Gemeinde Asti und den anderen aus der Diözese vertraten. Das Problem konnte nicht geklärt werden, sodass ein dritter unparteiischer Schiedsrichter ernannt wurde. Bischof Giacomo von Turin wurde zum kaiserlichen Vikar ernannt, unterstützt vom Bürgermeister von Asti Guido di Landriano. Im Jahr 1221 wurde das Urteil verkündet: Das Lehen von Rocca bliebe bei der Kirche von Asti, die Gemeinde konnte es jedoch als Garnison zur Verteidigung ihres Territoriums nutzen.
Der Bischof, der inzwischen Giacomo geworden war, erhielt „zu Ferien“ ein Haus im Schloss. Am 8. Juni 1221 fand in der Kathedrale von Asti die feierliche Rückgabe des Lehens an die Kirche von Asti statt.
Anschließend, ab 1237 mit Wilhelm I., hatte die Familie Cacherano die Herrschaftsrechte im Vikariat, obwohl der Besitz des Lehens stets bei der Kirche von Asti verblieb. Im 13. Jahrhundert verbündete sich die Familie Cacherano mit den Familien De Rocca und De Arazzo und gründete sowohl ein wirtschaftliches als auch ein eheliches Hospicium.
Im Jahr 1305 wurde die Burg vom Fürsten von Acaja belagert und nach zwanzigtägiger Belagerung zerstört. Die Grafschaft Asti wurde von den Einwohnern von Asti wieder aufgebaut und ging 1342 an die Visconti, Herzöge von Mailand, über.
Im Februar 1379 überließ der Bischof von Asti Francesco Morozzo die Burg von Rocca d'Arazzo direkt dem Herzog von Mailand Filippo Maria Visconti und ebnete damit den Weg für seine endgültige Herrschaft. Später wird die Burg von Rocca d'Arazzo mit der Biscione dei Visconti und nicht mehr mit der Flagge von Asti dargestellt. Gian Galeazzo belehnte dann Dal Verme zusammen mit Bischof Francesco Morozzo, ausgehend von Bartolomeo Dal Verme, der mit der Hälfte des Lehens der Herrschaft Rocca d'Arazzo ausgestattet wurde, Rechte, die sein Sohn Taddeo Dal Verme und sein Sohn Eleuterio geerbt hatten er vermachte alle Lehen dem kaiserlichen Grafen Luigi Dal Verme, Graf von Bobbio und Voghera.
Am 16. April 1439 erhielt Brunone Cacherano vom Herzog von Mailand Filippo Maria Visconti die Anerkennung des vollständigen Besitzes von Rocca d'Arazzo und die feudale Belehnung, gefolgt vom Treueeid der Männer von Rocca, die Belehnung wurde erneuert 1446 und 1454 zugunsten der Söhne von Cacherano. 1499 ging die Grafschaft Asti an Ludwig XII. und schließlich an Kaiser Karl V. über.
Giovanni Cacherano erhielt 1538 von Kaiser Karl V. das Recht, Geld zu prägen. Die Familie Cacherano machte von diesem Privileg nie Gebrauch. 1705 ging das Lehen an das Haus Savoyen über.

## Kulinarische Spezialitäten
Bei Rocca d’Arazzo werden Reben der Sorte Barbera für den Barbera d’Asti, einen Rotwein mit DOCG Status, sowie für den Barbera del Monferrato angebaut.